# Pamela Sue Anderson
Pamela Sue Anderson, född 16 april 1955 i Hennepin County, Minnesota, död 12 mars 2017, var en amerikansk filosof. Hon blev internationellt känd för sin verksamhet inom feministisk religionsfilosofi.
Anderson studerade ursprungligen vid Yale University, men disputerade för doktorsgraden vid Oxfords universitet på en avhandling om Paul Ricœur, Immanuel Kant och den fria viljan. Hon var dekanus och professor i religionsfilosofi vid sistnämnda universitet 2001–2017. I A Feminist Philosophy of Religion (1998) var syftet att utveckla en feministisk religionsfilosofi genom att sammanföra ämnen från analytisk och kontinental filosofi. I Revisioning Gender in Philosophy of Religion (2012) riktade hon sig mot myten om ett kristet patriarkat genom att ge nya perspektiv på epistemologins användningsområden och påtalade särskilt vikten av att filosofer är medvetna om den egna befintligheten och det egna könet. I sin senare forskning var studerade hon hur sårbarheten kommer till uttryck i existentiella upplevelser vid allvarliga händelser i livet och menade att denna är "en provokation som stimulerar livet". Hon blev hedersdoktor vid Lunds universitet 2009.